# Malmös avrättningsplatser

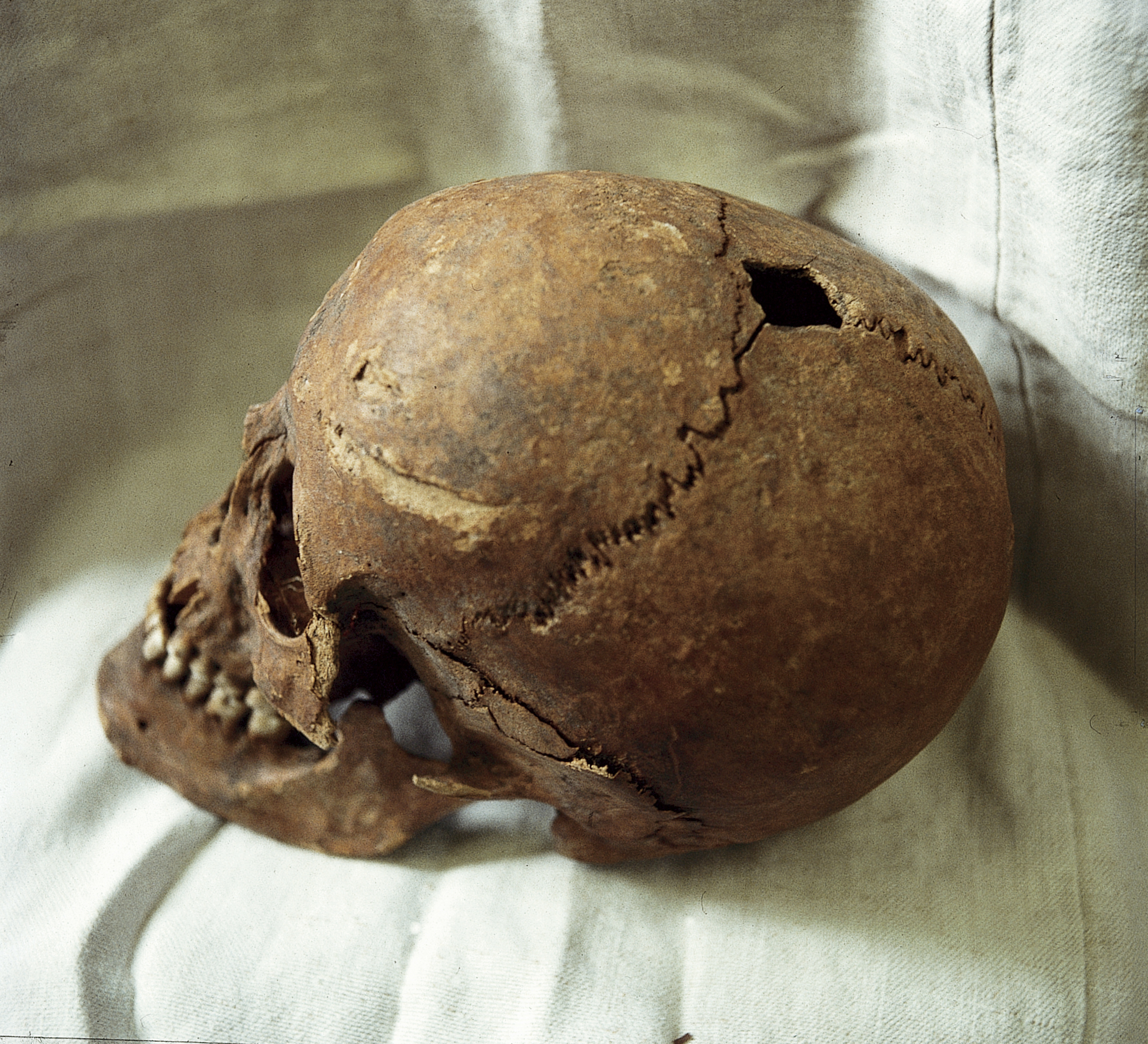
Kranium från avrättningsplatsen vid Rörsjön. Huvudet har varit uppspikat på en påle.

Malmös äldsta kända avrättningsplats låg vid Ribersborgsstranden. Under senmedeltiden flyttade denna till Rörsjöområdet nära det nutida Värnhemstorget. Samtidigt hade man en speciell avrättningsplats för häxor uppe på Kirseberget. Under 1800-talet skedde avrättningarna inne på fängelset Malmöhus samt det strax intill liggande Länsfängelset. Den sista avrättningen i Malmö utfördes år 1900. 
Avrättningssätten varierade. Hängning verkar ha varit det vanligast förekommande, därefter avrättning med yxa. Avrättning med svärd ansågs hedervärt och i Malmö stadsbok omtalas 1599 att en tjuv dömts till ”galge och gren” men benådades för sina barns och hustrus skull ”på ett svärd, kom under galgen”, det vill säga han begravdes under galgen. Ibland styckades kropparna och sattes på hjul, så kallad stegling. Enligt Malmö stadsprivilegier 1487 kunde kvinnor få ”stå sin dom under balja” – att bli levande begravda med en balja över huvudet så att de sakta kvävdes.

## Blosshögen

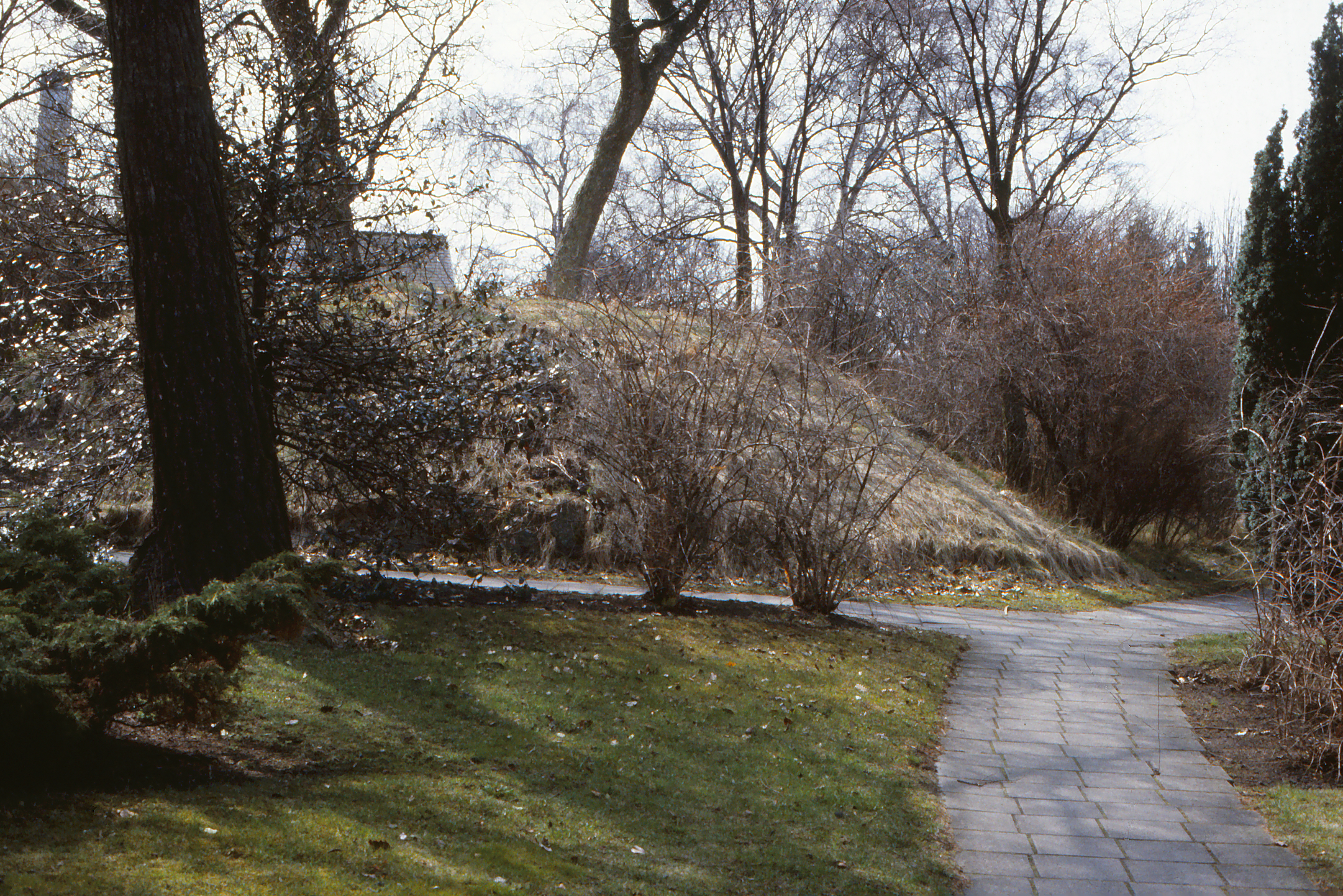
Blosshögen, Malmös äldsta galgbacke, existerar ännu invid Vikingsbergsvägen vid Ribersborg.

Till en medeltida stad hörde en galgbacke eller avrättningsplats. Det äldsta skriftliga, indirekta belägget för en avrättningsplats i Malmö finns redan i de äldsta privilegiebreven från 1300-talet där det klargörs att brottslingar ska dömas på stadens ting. Då dåtida strafformer var böter, förnedring inför folket eller avrättning innebär detta att Malmö stad redan i sin tidigaste historia måste ha haft en avrättningsplats. 
Var denna bestraffningsplats legat framgår först 30 november 1457 i ett stort sjörövarmål på Malmö byting. Anders Mogensen från Söderköping i Östergötland, drängen Sven samt Abram Hansen och Claus Hansen, borgare från staden Lyckeå i Blekinge meddelade tinget att de tidigare blivit rövade både skepp och last. Nu hade de upptäckt skeppet på Malmö redd. Efter ett dramatiskt flyktförsök infångades sjörövarna:
| ” | Och med Guds hjälp infångades de samma rövare ungefär i jämnhöjd med Skanör, och fördes dem hit igen, skepp och gods. Och så sade våra borgare och de fattige män, som skadan lidit, att rövarna kastade mycket av det godset, de tagit (över bord). Då rättade vår nådige herre konungs fogde och vi över dem, som sig borde och som man brukar att rätta över rövare och rånsmän och de var åtta som blev avhuggna västan vid Blosshögen och deras huvuden sattes på stegel utmed stranden. | „ |

Blosshögen är en gammal bronsåldershög vid det dåtida Malmös södra gräns mot byn Hyllie. Platsen var väl synlig för alla de sjöfarare som närmade sig staden. Den höga galgen på högen visade att man närmade sig en laglydig stad. Alla medeltida städer i Norden hade ett sådan dominant läge för sin avrättningsplats. Det mera kända exemplet är den alltjämt bevarade galgbacken utanför Visby stadsmur på Gotland. Högt över staden står fortfarande tre enorma stenpelare som bildat underlag till en väldig galge med tre bjälkar i triangelform. 
Galgbacken vid Blosshögen i Malmö omtalas endast denna enda gång, år 1457. Detta beror på att avrättningsplatsen strax därefter flyttats till andra sidan av Malmö, till området bakom nuvarande Rörsjöskolan vid Värnhemstorget. Även denna plats låg strategiskt väl placerad, inte för handelsmän som kom på skepp men väl för gäster som kom den viktiga landvägen norrifrån. Brottslingar som fördes från tinget vid rådhuset ut ur staden för att avrättas färdades via nuvarande Rundelsgatan. Denna gata kallades 1478 för ”Tywffuestredet”, sedan ”Tiwffegabs strædet”, dvs. den gata där man begabbade tjuvarna. Vid denna tid måste således avrättningsplatsen vid Rörsjön ha tagits i bruk.

## Galgbacken vid Rörsjön

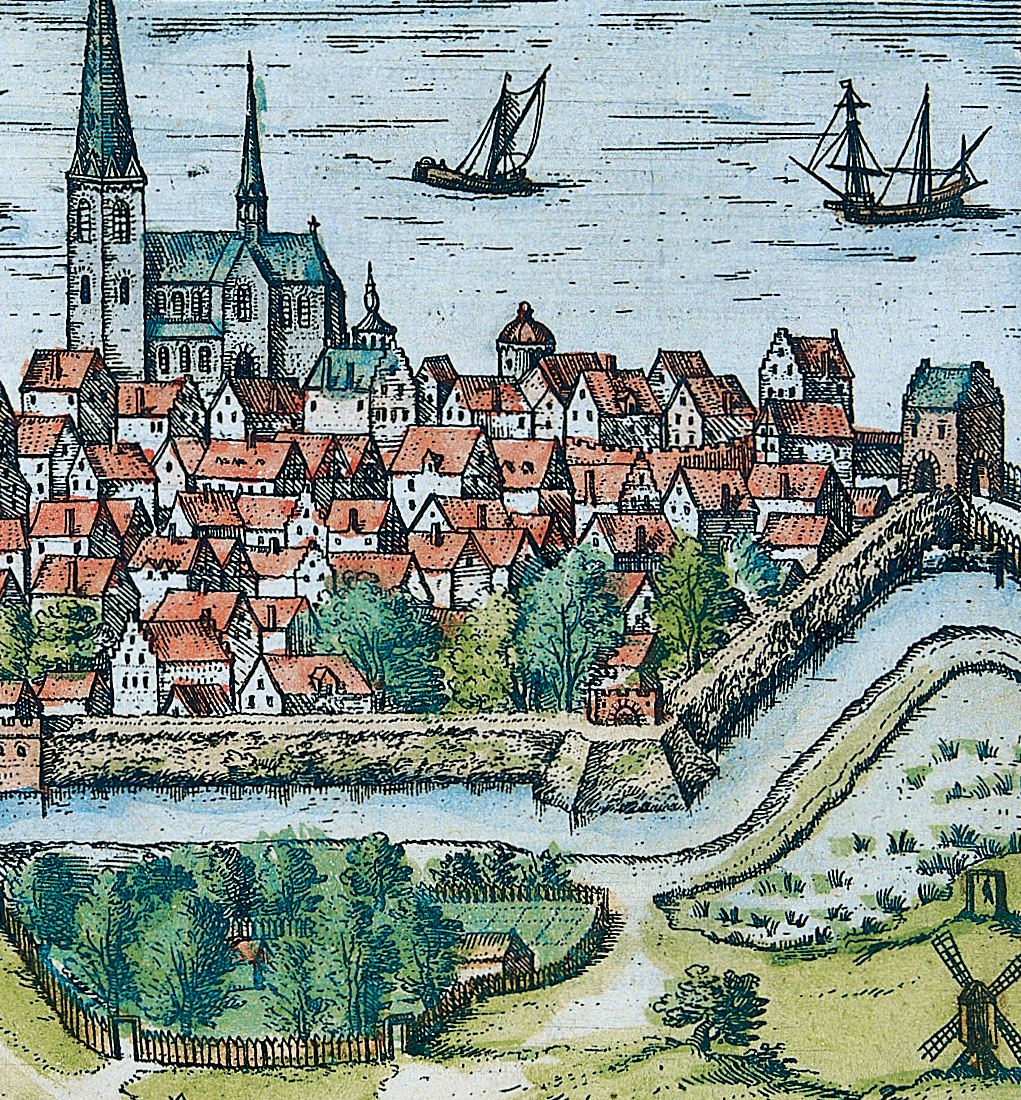
Malmö galgbacke se på detta kopparstick från 1588 längst ner till höger.

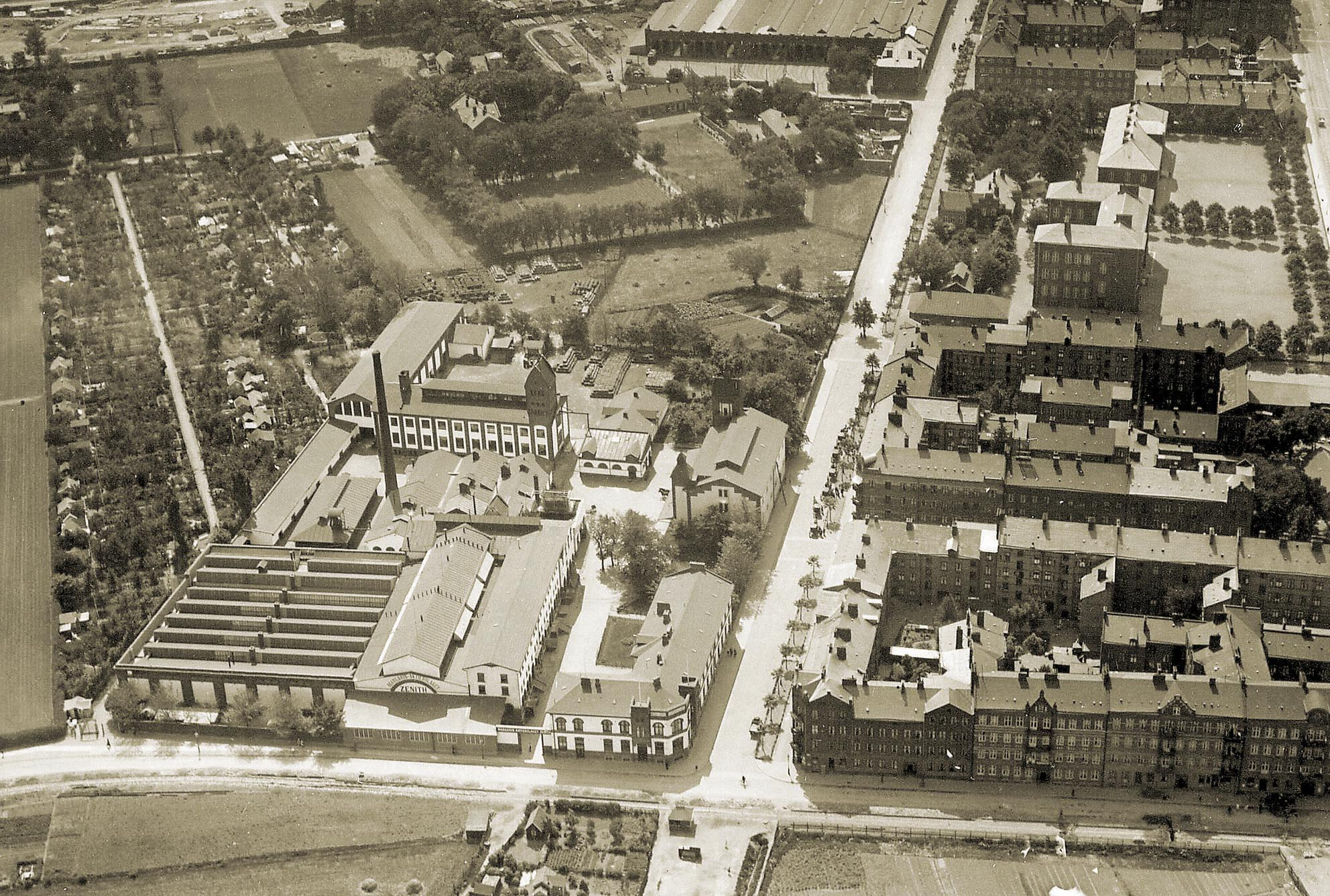
Den forna avrättningsplatsen vid Rörsjön låg strax bortom fabriken (foto från cirka 1924). Högarna på bilden nedan syns ej på denna bild.

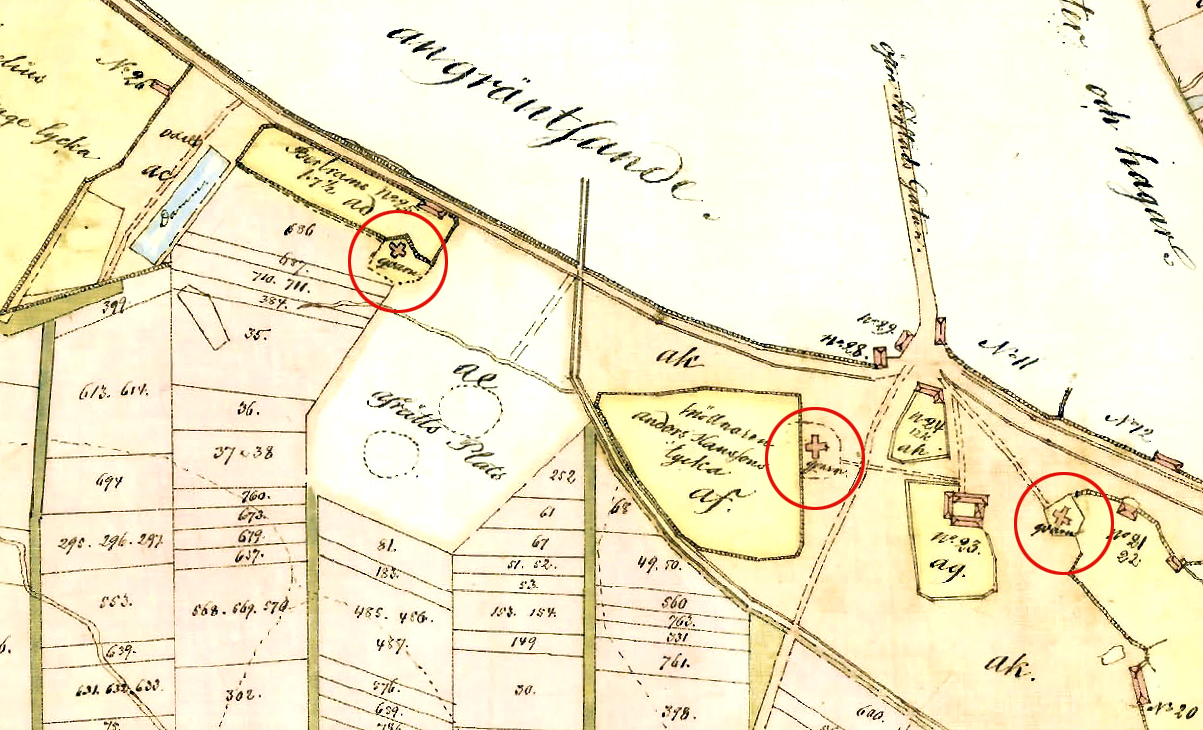
Detalj av karta från 1781 med Malmös avrättningsplats och dess två högar inlagda.

Avrättningsplatsen vid Rörsjön finns avbildad på den äldsta Malmöbilden, kopparsticket i Braun & Hogenbergs stora bok. Förlagan är från 1588. Platsen var i bruk en bra bit in på 1800-talet. I dag finns en förskola på platsen. Den forna kullen har kompletterats med ytterligare en och området har gjorts om till en lekplats. När förskolans byggnad tillkom på 1920-talet bortforslades mängder med vagnslass av skelett efter avrättade människor. 
Onsdagen den 15 mars 1820 skedde här en mycket uppmärksammad avrättning. Vid ett rånmord hade Arvid Ahlström och Per Löfberg tagit Hans Henrik Malmborgs liv. Nu fördes de ut att avrättas. Ögonvittnet Andreas Winqvist berättar om händelsen på sin typiska Malmödialekt:
| ” | Alström och trägårdsmästaren blev halshugna på en dag. Fårst Alström, så kasta di halm över hånnåm. Så ville inte trägårdsmästaren läga säj på stypeståcken förrän han hade fått sitt Alströms lik, så la han säj. Han trode att di hade smugit bårt hånåm för han va av rik familg i Malmö. Di bode på Östergata män reste bårt under dän olyckeliga tid. | „ |

En stor publik hade samlats. Längst fram hade man placerat Malmö skolbarn för att de skulle lära sig hur det gick för människor som inte höll sig innanför lagens råmärken. Efter att man huggit huvud och högerhand av brottslingarna styckades kropparna och lades på uppresta hjul. Efter avrättningarna steg prosten Gullander i S:t Petri fram och höll ett förmaningstal till alla föräldrar. Här följer ett citat som anger tids tankesätt om uppfostran och straff:
| ” | Församlade Medborgare! Det blod, som nu strömmar ur dessa stympade Menniskokroppar, blef både efter Guds och menniskors lag med högsta rättwisa utgutet. … Föräldrar! Jag kan i dag knappt nämna Eder utan tårar, ty I kunnen icke gå från detta rum, där tvenne nog unga missgerningsmän stannat i sitt blod, utan att fråga: Hwad skall warda af alla wåra Barn? Huru skola de sin wäg ostrafflige gå genom en werld, der så många förförare finnas, med ett hjerta blottstäldt för begärens eller för nödens frestelser? De måtte väl ej stanna på en Afrättsplats. … Då skärpen I lagen för dem om morgonen, då I uppstån, om aftonen, då I gån till hwila, när I sitten i Edert hus och när I gån på wägen, då öppnen I deras Själar för kärlek till den Ewige Förbarmaren, och kärleken till honom är starkare än syndabegären. Då wänjen I dem tidigt wid sträng lydnad och arbetsamhet, äfwen om det skulle ske med aga, ty om Du slår Pilten med ris, så behöver man inte dräpa honom. Då grundläggen I för dem en lycklig framtid och för Eder sjelfwe den glädjen i ewighet … | „ |

Vid anläggandet av ett barndaghem i närheten av platsen 1929 påträffades mängder med skelett efter avrättade. Malmö museum var på plats men dokumenterade endast med fotografier och tog med ett kranium med spik i huvudet till museet. Själva avrättningsplatsen bestod av två troliga bronsålderhögar. Dessa fanns tydligt utmärkta på Malmö stads detaljkartor alltsedan 1700-talet och framåt. Enligt riksantikvarieämbetets hemsida är högarna enligt uppgifter från 1985 undersökta och borttagna.   

## Kirseberget

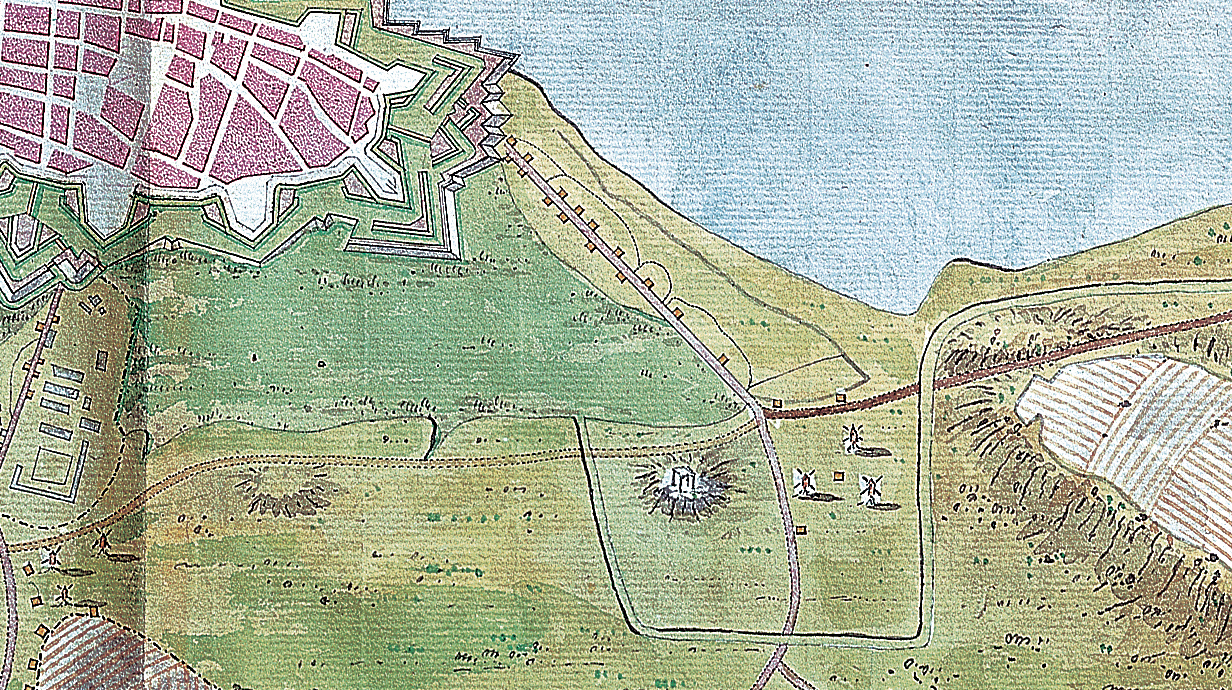
Malmö galgbacke samt höger därom Kirseberget på en karta från tidigt 1700-tal.

Avrättning genom bränning var ett vanligt straff för häxor men kunde också användas för speciellt avskyvärda brott, till exempel mord på barn. Så avrättades till exempel 1548 Christian Pedersens hustru och hennes tre pigor genom bränning på Kirseberget efter de mördat familjens yngsta barn. Avrättning av häxor började förekomma i och med reformationens införande i Malmö på 1530-talet. Malmö blev en av de stora häxprocessernas stad i Danmark. 1541 skriver superintendenten i Lund Peder Palladius följande:
| ” | Trollkvinnorna får nu deras rätta lön. De kunne nu icke längre värna sig i denna Evangeliums ljusa dag. De får nu en världens skam. Av världen med dem! Det är också deras förtjänade lön. Man brände ju för en liten tid sedan en hop trollkvinnor i Malmö, Köge och annorstädes och höra vi, att där åter sitter en hop, som gripits i Malmö och skall brännas. | „ |

Avrättningsplatsen har legat i området för det nuvarande gamla vattentornet uppe på Kirseberget. Arkeologen Sven Rosborn har schaktövervakning för rörläggning konstaterat att marken på vissa platser är kraftigt kolsvärtad efter hundratals bränningar, vilka alla skedde under 15- och 1600-talen.

## Malmöhus
En bit in på 1800-talet upphörde de offentliga avrättningarna. I stället förlades dessa innanför murarna till det dåtida fängelset Malmöhus. Så avrättades till exempel två fångar 1837 på en uppförd schavott mitt på borggården. Dessa hade knivdödat fängelsets föreståndare Hans Canon. Den sista avrättningen i Malmö skedde den 23 augusti 1900 klockan 06.45, då den så kallade Löderupsmördaren Lars Nilsson avrättades. Avrättningen genomfördes av rikets skarprättare Anders Gustaf Dahlman. Vid denna tid utfördes avrättningarna i det på 1850-talet uppförda Länsfängelset som låg utanför Malmöhus östra vallgravssida. Detta fängelse revs på 1930-talet. 